# Spirou Charleroi
O Spirou Charleroi, chamado também apenas como Spirou , é um clube profissional de basquetebol sediado na cidade de Charleroi, Bélgica que atualmente disputa a Liga Belga e a Liga dos Campeões. Foi fundado em 1989 e manda seus jogos no Spiroudome que possui capacidade de 6.300 espectadores.

## Títulos
- 10x  1996, 1997, 1998, 1999, 2003, 2004, 2008, 2009, 2010, 2011
- 5x  Copas da Bélgica:  1996, 1999, 2002, 2003, 2009
- 3x  Supercopas da Bélgica: 2001, 2002, 2008

## Denominações
Em razão de patrocinadores o clube variou de denominação:

## Nomes
- 1989–1990: Spirou Monceau
- 1990–2011: Spirou Charleroi
- 2011–2014: Belgacom Spirou
- 2014–presente: Proximus Spirou